# Phyllodactylus gilberti
Phyllodactylus gilberti är en ödleart som beskrevs av  Heller 1903. Phyllodactylus gilberti ingår i släktet Phyllodactylus och familjen geckoödlor. Inga underarter finns listade i Catalogue of Life.